# Natsuyuki Rendezvous
Natsuyuki Rendezvous (夏雪ランデブー?, Natsuyuki Randebū) è un manga josei scritto e disegnato da Haruka Kawachi, pubblicato sulla rivista Feel Young dall'8 giugno 2009 all'8 dicembre 2011, con un volume speciale edito l'8 novembre 2013. Il manga è stato adattato in una serie televisiva anime dallo studio Doga Kobo nel 2012.

## Trama
Un giovane di nome Ryōsuke Hazuki lavora in un negozio di fiori ed è innamorato della proprietaria dell'attività, Rokka Shimao. Tuttavia, la cosa che lo trattiene è la sua facoltà di vedere lo spirito del defunto marito di Rokka, Atsushi Shimao che risiede nel suo appartamento e che non è disposto a cedere la donna al giovane rivale, ostacolandolo in tutti i modi.

## Personaggi
Ryōsuke Hazuki (葉月 亮介?, Hazuki Ryōsuke)
Doppiato da Yūichi Nakamura
Si innamora di Rokka a prima vista e inizia a frequentare il suo negozio, dapprima come cliente (il suo appartamento è pieno di piante comprate da lei) e poi come commesso. È l'unico che può vedere lo spirito di Atsushi, che cerca di mettergli in tutti i modi i bastoni fra le ruote nella relazione con Rokka. Si confessa a Rokka, che non respinge la confessione ma che non riesce ancora a dimenticare Atsushi. Un giorno, un ubriaco Hazuki consente di farsi possedere da Atsushi, prestandogli temporaneamente il suo corpo. Al suo risveglio scopre di trovarsi in un mondo creato da Atsushi, basato sui disegni fatto da questi prima della sua morte. La possessione dura più del dovuto, tanto che diventa lui stesso uno spirito, come lo era Atsushi (l'unico a poterlo vedere) e temendo di dover rimanere così per sempre. Alla fine però, Atsushi gli restituisce il corpo e Hazuki può finalmente coronare il suo sogno d'amore, sposando Rokka e avendo da lei una figlia chiamata Yuki e continuando a gestire il negozio. Muore a 65 anni, poco dopo la morte di Rokka. La figlia sottolinea come i due fossero molto vicini.
Rokka Shimao (島尾 六花?, Shimao Rokka)
Doppiata da Sayaka Ōhara
Proprietaria del negozio di fiori, in cui lavora Hazuki. A causa della morte del marito Atsushi ha deciso di non innamorarsi più, nonostante questi le aveva detto di dimenticarsi di lui. Ricambia in un certo senso i sentimenti di Hazuki ma non riesce a portare avanti la relazione a causa del ricordo del marito. Dopo che Atsushi si impossessa del corpo di Hazuki inizia ad avere sospetti sul suo comportamento, che verranno poi confermati nel finale. Atsushi la convince ad andare avanti con la vita e a innamorarsi di Hazuki. Si sposerà poi con Hazuki, da cui avrà una figlia e continuerà a gestire il negozio di fiori. Morirà qualche tempo prima della morte di Hazuki.
Atsushi Shimao (島尾 篤?, Shimao Atsushi)
Doppiato da Jun Fukuyama
Il defunto marito di Rokka, assieme a cui aveva aperto il negozio di fiori. Morto a causa di malattia tre anni prima. Dopo la sua dipartita, il suo spirito ha continuato a esistere nel negozio e nell'appartamento di Rokka. Scopre che Hazuki può vederlo e interagire con lui e, spinto dalla gelosia, infastidisce e tenta in tutti i modi di far naufragare la relazione fra il ragazzo e Rokka. Si impossessa poi del corpo di Hazuki, con il consenso di questi, e cerca di riallacciare la relazione che aveva con Rokka, senza però rivelarle chi sia davvero. Nel finale convince Rokka a proseguire con la sua vita, senza rimanere a piangere la sua scomparsa e a frequentare Hazuki. Molti anni dopo la morte dei due, si ripresenta nel negozio, dove dice al nipote di Hazuki e Rokka (in grado di vederlo come il nonno) di gettare via le cose ancora presenti nella sua stanza, mai toccata in tutti quegli anni.
Miho Shimao (島尾 ミホ?, Shimao Miho)
Doppiata da Yumi Tōma
Sorella di Atsushi e cognata di Rokka, che dà una mano al negozio di fiori. Con il passare degli anni e la morte del fratello rimane comunque vicina a Rokka e Ryōsuke, tanto che Yuki la definisce «zia Miho».
Yuki Hazuki (葉月 ユキ?, Hazuki Yuki)
Doppiata da Takako Honda
Figlia di Hazuki e Rokka. Dopo la morte dei genitori prende in mano la gestione del negozio. Ha un figlio, in grado di vedere lo spirito di Atsushi.
Akko (アッコ?, Akko)
Doppiata da Marie Miyake
Collega di Hazuki nel negozio. Lascia il lavoro dopo essersi sposata.

## Media

### Manga
Il manga di Natsuyuki Rendezvous è stato scritto da SCA-ji ed illustrato da Haruka Kawachi, ed è stato serializzato dal 2009 al 2012 sulla rivista Feel Young della Shodensha, venendo poi raccolto in quattro volumi tankōbon.

#### Volumi
| 1     | 20 febbraio 2010                                                                                           | ISBN 978-4-39-676487-6 | 18 maggio 2018    | ISBN 978-88-6169-633-4 |
| 1     | Capitoli - Capitoli 1-5 - Storia inedita (Rokka-chan presenta: La composizione floreale - Lezione di base) |                        |                   |                        |
| 2     | 8 settembre 2010                                                                                           | ISBN 978-4-39-676503-3 | 13 luglio 2018    | ISBN 978-88-6169-640-2 |
| 2     | Capitoli - Capitoli 6-11                                                                                   |                        |                   |                        |
| 3     | 8 agosto 2011                                                                                              | ISBN 978-4-39-676528-6 | 28 settembre 2018 | ISBN 978-88-6169-645-7 |
| 3     | Capitoli - Capitoli 12-17 - Side Story                                                                     |                        |                   |                        |
| 4     | 7 aprile 2012                                                                                              | ISBN 978-4-39-676544-6 | 30 novembre 2018  | ISBN 978-88-6169-651-8 |
| 4     | Capitoli - Capitoli 18-22 - Capitolo finale                                                                |                        |                   |                        |
| Extra | 8 novembre 2013                                                                                            | ISBN 978-4-396-76589-7 | —                 | —                      |

### Anime
Un adattamento anime di Natsuyuki Rendezvous è stato prodotto dallo studio Doga Kobo e diretto da Kō Matsuo. Le trasmissioni sono iniziate il 5 luglio 2012 su Fuji Television, all'interno del blocco NoitaminA per concludersi il 13 settembre 2012.

#### Episodi
| Nº | Giapponese 「Kanji」 - Rōmaji | In onda           | In onda |
| Nº | Giapponese 「Kanji」 - Rōmaji | Giapponese        |         |
| 1  |                               | 5 luglio 2012     |         |
| 2  |                               | 12 luglio 2012    |         |
| 3  |                               | 19 luglio 2012    |         |
| 4  |                               | 26 luglio 2012    |         |
| 5  |                               | 2 agosto 2012     |         |
| 6  |                               | 9 agosto 2012     |         |
| 7  |                               | 16 agosto 2012    |         |
| 8  |                               | 23 agosto 2012    |         |
| 9  |                               | 30 agosto 2012    |         |
| 10 |                               | 6 settembre 2012  |         |
| 11 |                               | 13 settembre 2012 |         |

#### Colonna sonora
Sigla di apertura
- Mune Kyun-kei no Ballad cantata da Yuya Matsushita

Sigla di chiusura
- Anata ni Deawanakereba ~Natsuyuki Fuyuhana~ cantata da Aimer